# Ayhan Bilek
Ayhan Bilek (* 31. Dezember 1964 in Adana, Türkei) ist ein ehemaliger türkischer Fußballspieler und heutiger -trainer.

## Spielerkarriere
Ayhan Bilek kam im Alter von zehn Jahren nach Deutschland. Dort spielte er in Berlin zunächst in der Jugend von Hertha BSC, bevor er für ein Jahr zum VfB Neukölln ging. Dort gewann er die Berliner B-Jugendmeisterschaft, woraufhin er zur Hertha in die U19 wechselte.
Bei Hertha BSC stieß Ayhan Bilek unter Uwe Kliemann in den Profikader. Dort gab Bilek am vorletzten Spieltag der Zweitliga-Saison 1984/85 sein Profi-Debüt, als er beim 1:1 gegen den VfR Bürstadt für Bayram Cakal eingewechselt wurde. Allerdings konnte sich Bilek im Folgejahr nicht bei den Profis durchsetzen. Und auch nach dem Abstieg in die Drittklassigkeit kam Ayhan Bilek verletzungsbedingt in der Saison 1986/87 nur zu einem Saisoneinsatz.
Daraufhin wechselte er zum Aufsteiger Türkiyemspor Berlin, wo Ayhan Bilek zwei Jahre später seine Spielerkarriere beendete.

## Trainerkarriere
Nach seiner früh beendeten Spielerkarriere wurde Ayhan Bilek zunächst Trainer bei Türkiyemspor, bevor er zum BFC Preussen weiterzog und dort nach einigen Jahren 2008 schließlich Cheftrainer wurde.
2011 wechselte Ayhan Bilek als Trainer der ersten Mannschaft zum 1. FC Schöneberg. Dort schaffte er es, in wenigen Jahren von der Kreisliga bis in die Berlin-Liga aufzusteigen. Allerdings musste 2018 bereits nach einer Spielzeit der Gang in die Siebtklassigkeit angetreten werden.

## Privates
Ayhan Bilek arbeitet im Verkauf für einen Sportartikelhersteller.